# Ukránisztika
Az ukránisztika a szlavisztika altudománya, amely  Ukrajna gazdasági, politikai, társadalmi, kulturális és történelmi kérdéseit, valamint a külföldön élő ukrán diaszpóra életét tanulmányozza. 1991-ig az ukránisztika főként a Szovjetunión kívüli kutatóközpontokban fejlődött, különböző időszakokban Németországban, Lengyelországban, Kanadában és az Egyesült Államokban. A szovjet oktatási intézményekben az Ukrán Szovjet Szocialista Köztársaság történelmét, a helytörténetet és az ukrán irodalmat tanulmányozták. A független Ukrajna kikiáltása után az oroszországi ukránisztika is tudományos ágazatként bizonyos fejlődési impulzust kapott.

## Története
Az ukránisztika a 20. század elején alakult ki, amikor olyan jelentős tudósok, mint M. Hruszevszkij, V. Vernadszkij és D. Dorosenko összefogták az elődök kutatásait, és az ukrán nemzet életmódját és gondolkodásmódját vizsgálták. Ebben az időszakban született meg az első átfogó ukránisztikai munka, „Az ukrán nép múltja és jelene”, amely az ukránok kultúráját és történelmét dolgozta fel, valamint F. Vovk antropológiai kutatásait is tartalmazta.
Az 1918-ban alapított Ukrán Tudományos Akadémia elnöke, V. Vernadszkij, az ukránisztika oktatási programokba való bevezetését szorgalmazta. Ezt követően, Sz. Jefremov 1920-ban kiadta az első ukránisztikai tankönyvet, majd D. Dorosenko jelentős munkákat tett közzé az ukrán történetírásról. Ezek a tudósok nemcsak az ukrán történelem és nyelv vizsgálatát végezték, hanem az ukránisztikát átfogó tudományos rendszerré fejlesztették. A szovjet uralom alatt azonban Ukrajna területén az ukránisztikai kutatások független fejlődése közel 70 évre megszakadt.
A nyugati világban az ukránisztika az ukrán kultúra, történelem és társadalmi élet kutatását öleli fel, hasonlóan más nemzeti tudományágakhoz, mint a polonisztika vagy russzisztika. A független Ukrajna tudományos fejlődésével az ukránisztika az ukrán nép szellemi és anyagi életének különböző területeit is tanulmányozni kezdte, ideértve a történelmet, nyelvet, pszichológiát, művészeteket, társadalmi kapcsolatokat és gazdaságot.